# 北陸鉄道ED30形電気機関車

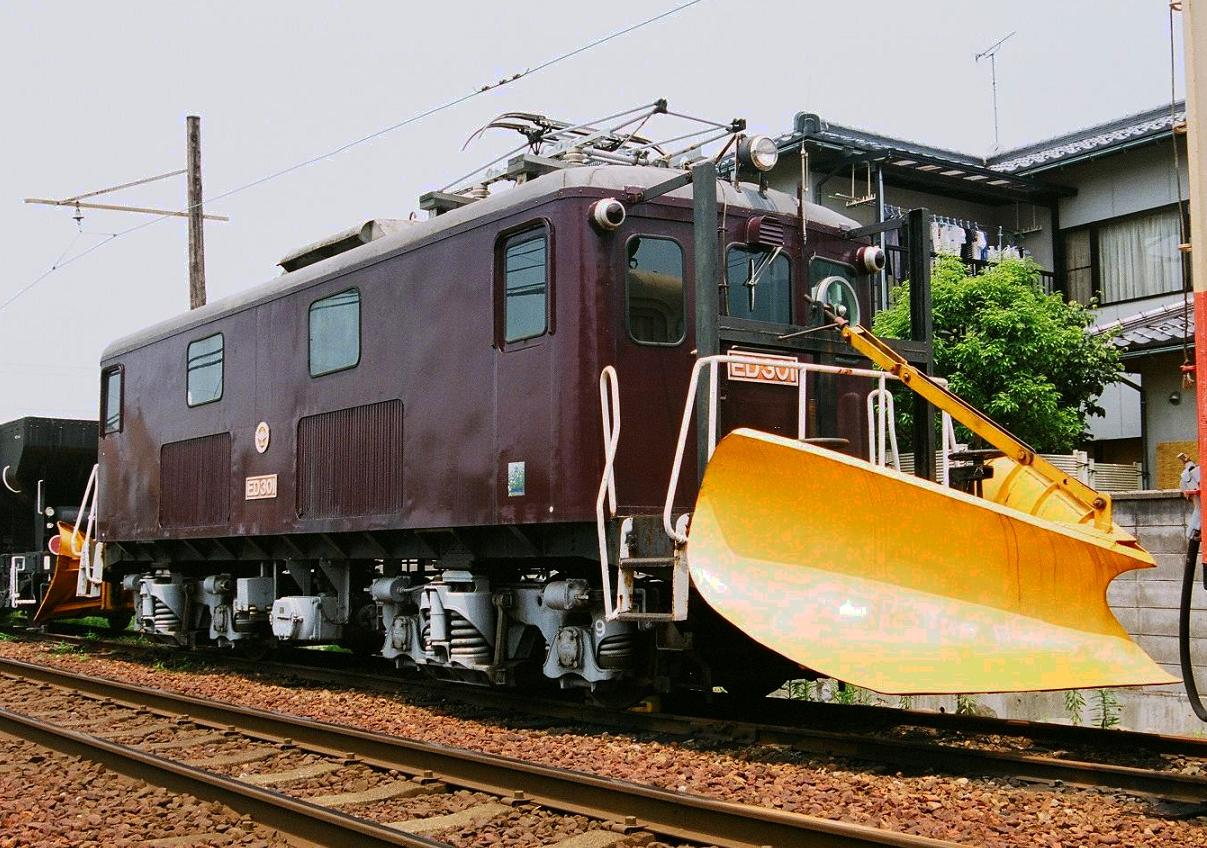
ED301

北陸鉄道ED30形電気機関車（ほくりくてつどうED30がたでんききかんしゃ）は北陸鉄道に在籍した電気機関車の1形式である。
1954年に東洋工機によって1両が製造され、2010年の廃車まで一貫して石川総線（石川線）用の車両として使用された。

## 概要
本形式が製造された1954年当時、石川総線においては南部の金名線沿線を流れる、手取川の支流である大日川の上流に大日川ダムおよび大日川第1・第2発電所の建設が1952年より開始されており、膨大な量の資材輸送が実施されていた。そのため西金沢で国鉄線と接続し、資材輸送に好適な条件を備えていた石川総線の貨物輸送量は急速に増大しつつあった。
この時点で、石川総線には前身である金沢電気軌道時代に新造された20t級凸型機であるED201と、ダム着工に先立つ1951年に加南線から転用された木造箱形機のED251の2両が本線用電気機関車として在籍していた。だが、ED201の性能不足や検査時の予備車確保を含めて考慮すると、これら2両では到底資材輸送の需要を充足できず、またED251は戦時中に粗製濫造された木造車であったため、その車体の疲弊が目立っていた。
このような状況下で北陸鉄道は新規に本格的かつ強力な箱形30t級電気機関車の導入を決定、車体を担当する東洋工機を主契約社として製造されたのが本形式である。

## 車体
前後に出入り台（デッキ）を備える10m級箱形車体を備える。
これは新製当時の東洋工機の標準的な作風に従い、妻面がごく緩やかに曲面を描く平滑な全溶接鋼製構造の電車形車体であるが、自動連結器が台枠の端梁に装着され、牽引力が車体経由で牽引対象に伝達される構造であるため、台枠は比較的強固な構造のものがデッキ部を含めた全長に渡って構成されている。
外観については、3枚構成の妻窓のうち車掌台寄りの1枚を出入り扉とする左右非対称デザインの妻面と、屋根の高くない位置に雨樋を置いて屋根全体を屋根布で覆い、台枠は側面に露出し、前照灯も灯具をそのまま屋根上に突き出した支持架に取り付けただけの古風な車体構造を採用しており、全体的に実用本位の簡素な造形が目立つ。
本形式の設計当時、メーカーである東洋工機が手がけた他社向け電気機関車では、妻面の中央に貫通扉を備え、屋根の雨樋を高い位置に置いた張り上げ屋根構造とし、車体の裾部にも丸みを付けた上で前照灯を半流線型のケーシングに収める、洗練されたデザインが採用される例が多かった。その中にあって、異色の無骨な造形である。
もっとも、側面に目を転じると開閉可能な両端の乗務員室窓の間に2枚の明かり取り窓を置き、それぞれの明かり取り窓下部の腰板部に通風用のエアフィルターを開口する、この時期の東洋工機製電気機関車に共通するレイアウトとなっており、基本的な構成についてはメーカーの標準的な設計に従っていることがわかる。

## 主要機器

### 台車
公式にはTR改形と呼称する、中古品の形鋼組み立てによる釣り合い梁式2軸ボギー台車を装着する。
この台車は本来国鉄キハニ36450形電気式気動車の動力台車として設計されたもので、同形式2両が戦後、大井工場で放置されていた際に東洋工機が払い下げを受けたものである。
構造的には、側枠などに球山形鋼を使用するTR14の設計を基本としつつ、主要部を汎用の形鋼を使用するように設計変更しており、背の高い釣り合いばねを収めるため、側枠にわざわざ複雑な切削加工を加えているのが特徴である。

### 主電動機
東洋電機製造TDK-565Aを4基装架する。
駆動装置は当時一般的に採用されていた、吊り掛け式を採用し、歯数比は1:3.47である。

### 主制御器
発電制動機能を搭載した、HL-D電磁空気単位スイッチ式制御器を搭載する。これは主電動機ともども電車並の装備であるが、運転台の主幹制御器は右手で操作する、機関車式の配置となっている。

### 集電装置
新造当初、石川総線ではトロリーポールが標準の集電装置として採用されていた。このため、これを屋根の前後に各1基ずつ搭載して竣工している。

### ブレーキ
M三動弁を使用するAMMC自動空気ブレーキを搭載する。

## 運用
竣工後、大出力とこれによる大きな牽引力によって本形式は石川総線貨物列車運用の主力車となった。
また、本形式の投入によって予備が確保されたことから1956年には自社工場でED251の鋼体化工事が実施されることとなり、台枠を流用しつつ本形式の構成を参考にした車体を新造、新たにED311として竣工した。
1960年には、石川総線の架線改修工事が完了したため、本形式は集電装置が一旦トロリーポールおよびZ型パンタグラフの併設となった後、通常の菱枠パンタグラフに変更されている。
以後はED201、ED311、それに本形式の電気機関車3両体制でダム工事資材輸送が完遂されたが、その終了後、沿線貨物需要の減少で1973年にED311が余剰廃車となり、さらに1976年4月には石川総線の貨物営業そのものが廃止されるに至った。
このため、それ以降本形式は冬季の除雪用としてED201と共にデッキへの補強枠取り付けによる大型スノープラウ装着を実施の上で残されることとなった。
もっとも豪雪時にはその大きな自重と出力が頼りになることから、本形式は金名線の短縮時にも廃車されることはなくその後も折を見て改修の手が入れられており、1994年には老朽化した台車・電装品が交換され、台車と主電動機が西武鉄道から購入した同社701系用住友金属工業FS342および日立製作所HS836Frbに、主制御器も自社手持ちのHL-74に、ブレーキはFS342が台車ブレーキ方式であることから電車用のSME非常直通ブレーキへそれぞれ交換され、併せて大幅な出力アップが実現している。
以後も本形式は待機状態が長く続いたが、最終的に2010年に廃車となった。

## 保存
廃車後、本形式は無償譲渡され、鳥取県八頭町の若桜鉄道若桜線隼駅にて保存されることとなり、同年11月に同地へ輸送、設置されている。

## 主要諸元
- 全長：11,600mm
- 全幅：2,700mm
- 全高：4,150mm
- 運転整備重量：30.0t
- 電気方式：直流600V（架空電車線方式）
- 軸配置：B-B
- 台車形式：住友金属工業 FS342形
- 主電動機：日立製作所 HS836Frb (120kW)×4基 
  - 歯車比：1:5.6
  - 1時間定格出力：480kW
- 動力伝達方式：歯車1段減速、中空軸平行カルダン駆動方式
- 制御方式：抵抗制御、2段組み合わせ制御
- 制御装置：東洋電機製造 HL-74形電磁空気単位スイッチ式
- ブレーキ方式：SME非常直通ブレーキ、手ブレーキ

※各諸元は1994年の機器交換工事実施後のものを示す